# Dicranomyia (Dicranomyia) annulifera
Dicranomyia (Dicranomyia) annulifera is een tweevleugelige uit de familie steltmuggen (Limoniidae). De soort komt voor in het Australaziatisch gebied.